# 斯洛比德卡-馬利埃韋齊卡
48°59′2″N 27°0′58″E / 48.98389°N 27.01611°E
斯洛比德卡-馬利埃韋齊卡（烏克蘭語：Слобідка-Малієвецька），是烏克蘭西部的村莊，隸屬赫梅利尼茨基州的卡緬涅茨-波多利斯基區。該村面積1平方公里，海拔高度257米，2001年人口250，人口密度每平方公里251.3人。